# N-acetillaktozaminid b-1,6-N-acetilglukozaminil-transferaza
N-acetillaktozaminid b-1,6--acetilglukozaminil-transferaza (EC 2.4.1.150, N-acetilglukozaminiltransferaza, uridin difosfoacetilglukozamin-acetillaktozaminid beta1->6-acetilglukozaminiltransferaza, Galbeta1->4GlcNAc-R beta1->6 N-acetilglukozaminiltransferaza, UDP-GlcNAc:Gal-R, beta-D-6-N-acetilglukozaminiltransferazal UDP-N-acetil--glukozamin:beta--galaktozil-1,4-N-acetil--glukozaminid beta-1,6-N-acetil-D-glukozaminiltransferaza) je enzim sa sistematskim imenom UDP-N-acetil--glukozamin:beta--galaktozil-(1->4)--acetil--glukozaminid 6-beta-N-acetil--glukozaminiltransferaza. Ovaj enzim katalizuje sledeću hemijsku reakciju
UDP--acetil--glukozamin + beta-D-galaktozil-(1->4)--acetil--glukozaminil-R {\displaystyle \rightleftharpoons } UDP + N-acetil-beta-D-glukozaminil-(1->6)-beta-D-galaktozil-(1->4)--acetil--glukozaminil-R
Ovaj enzim deluje na beta-galaktozil-1,4-N-acetilglukozaminil terminus na asialo-alfa1-kiselinskom glikoproteinu.

## Literatura
- Nicholas C. Price; Lewis Stevens (1999). Fundamentals of Enzymology: The Cell and Molecular Biology of Catalytic Proteins (Third изд.). USA: Oxford University Press. ISBN 019850229X.
- Eric J. Toone (2006). Advances in Enzymology and Related Areas of Molecular Biology, Protein Evolution (Volume 75 изд.). Wiley-Interscience. ISBN 0471205036.
- Branden C; Tooze J. Introduction to Protein Structure. New York, NY: Garland Publishing. ISBN 0-8153-2305-0.
- Irwin H. Segel. Enzyme Kinetics: Behavior and Analysis of Rapid Equilibrium and Steady-State Enzyme Systems (Book 44 изд.). Wiley Classics Library. ISBN 0471303097.
- William P. Jencks (1987). Catalysis in Chemistry and Enzymology. Dover Publications. ISBN 0486654605.

## Spoljašnje veze
- N-acetyllactosaminide+beta-1,6-N-acetylglucosaminyl-transferase на 